# Contea di Howard (Iowa)
La contea di Howard (in inglese Howard County) è una contea dello Stato dell'Iowa, negli Stati Uniti. La popolazione al censimento del 2000 era di 9 932 abitanti. Il capoluogo di contea è Cresco.

## Geografia antropica

### Centri abitati
- Chester
- Cresco
- Elma
- Lime Springs
- Protivin
- Riceville
- Florenceville (comunità non incorporata)